# 雅罗斯拉夫·图切克
雅罗斯拉夫·图切克（捷克語：Jaroslav Tuček，1882年8月24日—？），捷克男子击剑运动员。他曾代表波希米亚、捷克斯洛伐克参加1908年和1920年夏季奥林匹克运动会击剑比赛，其中1908年奥运会获得一枚铜牌。